# 小野塚久枝
小野塚 久枝（おのづか ひさえ）は、日本の総合政策学者、専門は財政学および租税。
日本の税理士・行政書士。元東京家政学院大学人文学部教授。青山学院大学経済学部、国際政治経済学部においても教鞭をとる。

## 経歴
栃木県小山市出身。栃木県立栃木商業高等学校商業科卒業。1988年 青山学院大学 経済学部卒業。1990年 青山学院大学大学院 経済学研究科博士前期課程修了(財政学専攻)経済学修士。千葉商科大学大学院 政策研究科 博士課程(財政・租税政策専攻)・博士（政策研究）Ph.D. in Policy Studiesの学位を取得。
その後NTT（元電電公社 総裁室）勤務をへて東京家政学院大学人文学部文化情報学科教授。青山学院大学経済学部、国際政治経済学部講師。
2013年（平成25年）12月17日 税理士登録。2014年（平成26年）3月15日 行政書士登録。
2003年4月 栃木商業高等学校創立記念日講演会において同窓生として講演「進歩・発展の加速する時代に生きる者として」

## 主な業績

### 単著
- 現代租税論―理論・法・制度、税務経理協会、2004年
- 21世紀における相続税改革、税務経理協会、2003年

### 共著
- （横山 純子との共著）租税論、税務経理協会、2000年
- （浦山 重郎との共著）経営情報システムと新会計理論、学文社、1996年

### 論文
- CiNii>小野塚久枝

## 著書

### 単著
- 秘書検定3級・2級 いっきに合格、税務経理協会、2001年
- The秘書検定―3級・2級イッキに合格、税務経理協会、1996年

### 共著
- （横山 純子、小池 澄男との共著）オフィス情報管理―女性のためのOA・パソコン・ワープロ、学文社、1995年

## 著作
- そうして、百歳の朝がきた 人生100年時代の素敵な暮らし (文藝春秋企画出版) 、2018年